# Punkt des gleichen Umwegs

Isoperimetrischer Punkt Q, Inkreismittelpunkt I, Gergonne-Punkt G, Punkt gleichen Umwegs P
gleiche Umwege:
Harmonische Verwandtschaft:

Der Punkt des gleichen Umwegs ist ein besonderer Punkt in einem Dreieck {\displaystyle ABC}. Dieser Punkt {\displaystyle P} ist dadurch gekennzeichnet, dass der Umweg von {\displaystyle A} über {\displaystyle P} nach {\displaystyle B} ebenso groß ist wie der Umweg von {\displaystyle A} über {\displaystyle P} nach {\displaystyle C} und der Umweg von {\displaystyle B} über {\displaystyle P} nach {\displaystyle C}. Hierbei versteht man unter der Länge des Umwegs die Länge der Strecke, die man zusätzlich zur kürzesten Verbindung zurücklegt und es gilt dementsprechend:
{\displaystyle {\begin{aligned}&|AP|+|PC|-|AC|\\=&|AP|+|PB|-|AB|\\=&|BP|+|PC|-|BC|\end{aligned}}}.

## Eindeutigkeit
Der Punkt des gleichen Umwegs hat die Kimberling-Nummer X(176). Er ist der einzige Punkt mit der obigen Eigenschaft, wenn für die Winkel {\displaystyle \alpha ,\beta ,\gamma } des Dreiecks {\displaystyle ABC} die folgende Ungleichung erfüllt ist:
{\displaystyle \tan \left({\frac {\alpha }{2}}\right)+\tan \left({\frac {\beta }{2}}\right)+\tan \left({\frac {\gamma }{2}}\right)\leq 2}.
Ist die Ungleichung nicht erfüllt, so besitzt auch der isoperimetrische Punkt die Eigenschaft des gleichen Umwegs.

## Eigenschaften
- Der Punkt des gleichen Umwegs ist harmonisch verwandt mit dem isoperimetrischen Punkt, dem Mittelpunkt des Inkreises und dem Gergonne-Punkt und kollinear zu diesen drei Punkten.[3]
- Die Umwege sind gleich dem Durchmesser des inneren Soddy-Kreises.[3]
- Die baryzentrischen Koordinaten sind:

{\displaystyle \left(a+{\frac {\Delta }{s-a}}:b+{\frac {\Delta }{s-b}}:c+{\frac {\Delta }{s-c}}\right)}.
Hierbei steht {\displaystyle \Delta } für den Flächeninhalt und {\displaystyle s} für den halben Umfang des Dreiecks {\displaystyle ABC}.
- Die trilinearen Koordinaten sind:[1]

{\displaystyle \left(\sec \left({\frac {\alpha }{2}}\right)\cos \left({\frac {\beta }{2}}\right)\cos \left({\frac {\gamma }{2}}\right)+1:\sec \left({\frac {\beta }{2}}\right)\cos \left({\frac {\gamma }{2}}\right)\cos \left({\frac {\alpha }{2}}\right)+1:\sec \left({\frac {\gamma }{2}}\right)\cos \left({\frac {\alpha }{2}}\right)\cos \left({\frac {\beta }{2}}\right)+1\right)}.